# Campeonato Mundial de Gimnasia Artística de 2003
El XXXVII Campeonato Mundial de Gimnasia Artística se celebró en Anaheim (Estados Unidos) entre el 16 y el 24 de agosto de 2003 bajo la organización de la Federación Internacional de Gimnasia (FIG) y la Federación Estadounidense de Gimnasia.
Las competiciones se llevaron a cabo en el Arrowhead Pond. Se contó con la presencia de xxx gimnastas de xxx países miembros de la FIG.

## Resultados

### Masculino
| Evento                 | Oro                                                                         | Plata                                                                                             | Bronce                                                                        |
| ---------------------- | --------------------------------------------------------------------------- | ------------------------------------------------------------------------------------------------- | ----------------------------------------------------------------------------- |
| Concurso completo ind. | Paul Hamm Estados Unidos 57,774 pts.                                        | Wei Yang China 57,710 pts.                                                                        | Hiroyuki Tomita Japón 57,435 pts.                                             |
| Suelo                  | Paul Hamm Estados Unidos / Jordan Jovtchev Bulgaria 9,762                   |                                                                                                   | Kyle Shewfelt · Canadá · 9,737                                                |
| Caballo con arcos      | Haibin Teng China / Takehiro Kashima Japón 9,762                            |                                                                                                   | Nikolai Kriukov Rusia 9,725                                                   |
| Anillas                | Jordan Jovtchev · Bulgaria / · Dimosthenis Tampakos · Grecia · 9,787        |                                                                                                   | Matteo Morandi · Italia / · Andrea Coppolino · Italia · 9,700                 |
| Salto de potro         | Xiaopeng Li China 9,818                                                     | Marian Drăgulescu Rumania 9,687                                                                   | Kyle Shewfelt · Canadá · 9,612                                                |
| Paralelas              | Xiaopeng Li China 9,825                                                     | Xu Huang China / Alexei Nemov Rusia 9,762                                                         |                                                                               |
| Barra fija             | Takehiro Kashima Japón 9,775                                                | Igor Cassina · Italia · 9,750                                                                     | Alexei Nemov Rusia 9,737                                                      |
| Concurso por equipos   | China Huang Xu Li Xiaopeng Teng Haibin Xiao Qin Xing Aowei Yang Wei 171,996 | Estados Unidos Raj Bhavsar Jason Gatson Morgan Hamm Paul Hamm Brett McClure Blaine Wilson 171,121 | Japón Takehiro Kashima Hiroyuki Tomita Naoya Tsukahara Tatsuya Yamada 170,708 |

### Femenino
| Evento                 | Oro | Plata                                                                                                 | Bronce |
| ---------------------- | --- | --- | --- |
| Concurso completo ind. | Svetlana Khorkina Rusia 38,124 pts.                                                                               | Carly Patterson Estados Unidos 37,936 pts.                                                            | Zhang Nan China 37,624 pts.                                                                                 |
| Suelo                  | Daiane dos Santos · Brasil · 9,737                                                                                | Cătălina Ponor Rumania 9,700                                                                          | Elena Gómez · España · 9,675                                                                                |
| Salto de potro         | Oxana Chusovitina Uzbekistán 9,481                                                                                | Yun Mi Kang Corea del Norte / Elena Zamolodchikova Rusia 9,443                                        | |
| Barras asimétricas     | Hollie Vise Estados Unidos / Chellsie Memmel Estados Unidos 9,612                                                 | | Elizabeth Tweddle Reino Unido 9,512                                                                         |
| Barra                  | Ye Fan China 9,812                                                                                                | Cătălina Ponor Rumania 9,587                                                                          | Liudmila Ezhova Rusia 9,550                                                                                 |
| Concurso por equipos   | Estados Unidos Chellsie Memmel Carly Patterson Tasha Schwikert Hollie Vise Terin Humphrey Courtney Kupets 112,573 | Rumania Catalina Ponor Oana Ban Alexandra Eremia Andreea Munteanu Monica Rosu Florica Leonida 110,833 | Australia Allana Slater Monette Russo Belinda Archer Jacqui Dunn Stephanie Moorhouse Danielle Kelly 110,335 |

## Medallero
| Núm. | País            | Oro | Plata | Bronce | Total |
| ---- | --------------- | --- | ----- | ------ | ----- |
| 1    | China           | 5   | 2     | 1      | 8     |
| 2    | Estados Unidos  | 5   | 2     | 0      | 7     |
| 3    | Japón           | 2   | 0     | 2      | 4     |
| 4    | Bulgaria        | 2   | 0     | 0      | 2     |
| 5    | Rusia           | 1   | 2     | 3      | 6     |
| 6    | Brasil          | 1   | 0     | 0      | 1     |
| 6    | Grecia          | 1   | 0     | 0      | 1     |
| 6    | Uzbekistán      | 1   | 0     | 0      | 1     |
| 9    | Rumania         | 0   | 4     | 0      | 4     |
| 10   | Italia          | 0   | 1     | 2      | 3     |
| 11   | Corea del Norte | 0   | 1     | 0      | 1     |
| 12   | Canadá          | 0   | 0     | 2      | 2     |
| 13   | Australia       | 0   | 0     | 1      | 1     |
| 13   | España          | 0   | 0     | 1      | 1     |
| 13   | Reino Unido     | 0   | 0     | 1      | 1     |
|      | TOTAL           | 18  | 12    | 13     | 43    |